# Antidesma venenosum
Antidesma venenosum är en emblikaväxtart som beskrevs av Johannes Jacobus Smith. Antidesma venenosum ingår i släktet Antidesma och familjen emblikaväxter. Inga underarter finns listade i Catalogue of Life.